# Flora Gallica
Flora Gallica (abreviado Fl. Gall.) es un libro con ilustraciones y descripciones botánicas que fue escrito por Jean Louis August Loiseleur-Deslongchamps y publicado en el año 1828 con el nombre de Flora Gallica, seu enumeratio plantarum in Gallia sponte nascentium, secundum linnaeanum naturalium synopsi. Editio secunda aucta et emendata.